# La Concepción (quartier de Madrid)
Pour les articles homonymes, voir La Concepción.
La Concepción est un quartier à l'est de la ville de Madrid, situé dans le district de Ciudad Lineal. 

## Présentation
Quartier populaire madrilène, ses rues principales sont l'avenue de Saint-Sébastien, Arturo Soria et Virgen de la Alegría.Dentro. 
Le parc del Calero, traversé par la rue José del Hierro, fait partie du quartier.